# Partido Republicano (Estados Unidos)
O Partido Republicano (em inglês: Republican Party), comumente referido em seu país como Grande Velho Partido (em inglês: Grand Old Party, GOP), é um dos dois grandes partidos políticos dos Estados Unidos, sendo seu principal adversário histórico o Partido Democrata. O partido tem esse nome devido ao republicanismo dominante durante a Revolução Americana. Foi fundado por abolicionistas, modernistas, ex-Whigs e ex-Soilers livres em 1854. Os republicanos, como são conhecidos, dominaram a política nacional dos EUA e na maioria dos estados do Norte durante a maior parte do período entre 1860 e 1932.
Até o presente momento houve 19 presidentes republicanos, sendo que o primeiro foi Abraham Lincoln (1861-1865), que foi assassinado, e o mais recente Donald Trump, eleito o 47º presidente dos Estados Unidos para o mandato entre 20 de janeiro de 2025 a 20 de janeiro de 2029, e que já havia atuado como o 45º presidente dos Estados Unidos entre 20 de janeiro de 2017 a 20 de janeiro de 2021, após vencer as eleições de 2016, que colocou os republicanos de volta na presidência depois de oito anos. Trump também foi o candidato do partido nas eleições de 2020, mas foi derrotado. É a primeira vez que um candidato republicano vence dois mandatos não-consecutivos (segunda vez na história geral americana) e também, se candidata mais de duas vezes para as eleições presidenciais pelo GOP.
A plataforma do partido tem como base fundamental o conservadorismo estadunidense, posição que contrasta com a do Partido Democrata, em que os membros adotam uma postura mais voltada para políticas liberais. Apesar de ao longo da história alguns republicanos, como Theodore Roosevelt e Richard Nixon, terem aderido ao intervencionismo econômico, os princípios do partido envolvem principalmente o apoio ao livre mercado, à livre iniciativa, ao conservadorismo fiscal, a uma forte defesa nacional, à desregulamentação e a restrições aos sindicatos. Além de defender políticas econômicas conservadoras, o Partido Republicano é socialmente conservador e busca manter valores tradicionais baseados especialmente na ética judaico-cristã. O GOP estava fortemente comprometido com o protecionismo e as tarifas desde a sua fundação até a década de 1930, quando se baseava no Nordeste industrial e no Centro-Oeste. Desde 1952 houve uma reversão contra o protecionismo. A base do apoio do partido no país desde a década de 1990 vem principalmente do Sul, das Grandes Planícies, dos estados montanhosos e dos distritos rurais do Norte, bem como de conservadores católicos, mórmons e evangélicos em todo o país. Todavia, desde a presidência de Trump, é observado um leve aumento do apoio ao partido por parte de latinos e da classe trabalhadora.
Até as eleições de 2024, houve um total de 19 presidentes republicanos (mais do que qualquer outro partido), vencendo 25 de 41 eleições presidenciais. Entre o período de 1992 até 2024, os republicanos venceram apenas em 2004 no voto popular, com sua principal base demográfica eleitoral (religiosos, brancos e suburbanos) reduzida em número. Entretanto, nas eleição presidenciais de 2024, o "GOP" quebrou o jejum de 4 eleições, o que representa um período de 20 anos, sem vencer o voto popular, voltando a Casa Branca com a maioria dos votos, juntamente com os delegados eleitorais.

## Características do Partido Republicano
Muitas das suas políticas iniciais foram inspiradas no já extinto Partido Whig. Desde seu início, os seus opositores principais são o Partido Democrata.
O símbolo oficial do Partido Republicano é um elefante. Apesar do elefante já ter sido associado ao partido anteriormente, o primeiro uso importante do símbolo foi associado a uma caricatura política de Thomas Nast, publicada na revista Harper's Weekly, em 7 de novembro de 1874. No início do século XX, o símbolo tradicional do Partido Republicano nos estados de Indiana e Ohio era a águia, oposto ao galo dos democratas. O símbolo ainda aparece nas urnas de Indiana.
O partido é gerido pelo Comité Nacional Republicano (Republican National Committee), o órgão que promove a plataforma política e coordena as atividades eleitorais e de angariação de fundos. O atual presidente do Comité Nacional é Reince Priebus, advogado natural do Wisconsin.

## Histórico

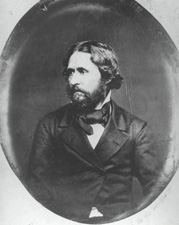
John Charles Frémont foi o primeiro candidato à presidência pelo Partido Republicano, em 1856.

Foi organizado em Ripon, Wisconsin em 28 de fevereiro de 1854, como um partido oposto à expansão da escravatura nos novos territórios apresentada no Ato de Kansas-Nebraska. Derivou do Partido Federalista, muito embora suas posições tenham se baseado no Partido Whig, que desapareceu no século XIX.
Não deve ser confundido com o Partido Democrata-Republicano de Thomas Jefferson ou com o Partido Nacional Republicano de Henry Clay. A primeira convenção do Partido Republicano dos EUA foi em 6 de julho de 1854 em Jackson, Michigan. 
Já nas eleições de 1856 seu candidato à presidência John C. Frémont foi o segundo colocado, perdendo para James Buchanan do Partido Democrata.
Nas eleições de 6 de novembro de 1860, o representante do partido foi Abraham Lincoln, que venceu em uma eleição bastante dividida. Sua postura antiescravagista levou ao início da Guerra Civil Americana.
Após a guerra, o Partido Republicano manteve-se no poder por um período muito longo, quase até 1933. Esse poder baseava-se, em grande parte, no norte e no oeste, enquanto quase não existia no sul.
Entre 1869 e 1933, todos os presidentes americanos foram republicanos, com apenas duas exceções: os democratas Grover Cleveland (de 1885 a 1889 e de 1893 a 1897), e Woodrow Wilson (1913 a 1921). Assim, durante 48 anos, o governo foi republicano, com maioria quase ininterrupta no Congresso dos Estados Unidos.
Nas eleições de 1932, devido à Grande Depressão, o vencedor foi o democrata Franklin D. Roosevelt. Começou então um período de governo democrata, que durou até 1953, quando os republicanos voltaram ao poder com Dwight Eisenhower.
Durante os anos sessenta do século XX, os democratas intensificaram sua representação dos estratos inferiores de renda da população, e os republicanos intensificaram sua ligação com políticos mais de direita, ao mesmo tempo sem grandes diferenças em relação aos democratas do sul, coloquialmente conhecidos como "Dixiecrats".
Nas eleições de 1980, chegou um novo período para o Partido Republicano, com a vitória de Ronald Reagan e uma política de redução de impostos e extinção da assistência social. Ficou conhecida como a "Revolução Conservadora". Essa nova configuração interna de poder adotada afastou definitivamente os republicanos de seu eleitorado liberal, negro, feminino e latino, causando um impacto tão profundo no partido que inaugurou o fenômeno "realinhamento político" ou "inversão eleitoral crítica", com os republicanos tomando posições antes dos democratas e vice-versa, e influenciou vários outros movimentos em outras partes do mundo.

## Alas e facções
O partido está dividido em diversas alas, podendo ser citado;
- Direita cristã - também é chamada de Direita Religiosa, composta por eleitores protestantes, católicos conservadores, judeus ortodoxos e mórmons. São contra o aborto, casamento gay, pesquisas em célula-tronco e eutanásia. Essa não é a maior ala do partido, mas é a que mais consegue mobilizar eleitores em dias de primárias ou votações, cresceram muito a partir do inicio da década de 1980. A ex-governadora do Alasca, Sarah Palin, o governador do Texas, Rick Perry, o ex-senador da Pensilvânia, Rick Santorum, o ex-governador do Arkansas, Mike Huckabee e o ator Chuck Norris são importante membros desta ala.

Eleitores com esse perfil se concentram em estados do Sul, como Geórgia, Carolina do Sul, Carolina do Norte, Alabama, Mississípi, Louisiana, Kentucky, Tennessee, Virgínia (região conhecida como Bible Belt ou "Cinturão da Bíblia"), no meio-oeste em estados como o Texas, Virgínia Ocidental, Missouri, Kansas, Arkansas, Iowa, Nebraska, Dakota do Sul e Dakota do Norte e oeste do país em estados como Utah, Arizona, Wyoming, Idaho, Montana e Colorado.
- Conservadores sociais - é uma facção muito semelhante à direita religiosa, ambas as alas são contrárias ao aborto, casamento gay, eutanásia e à liberação das drogas. Os eleitores dessa ala são defensores dos valores morais e da família tradicional, mas não são necessariamente religiosos, agem independentemente de suas comunidades religiosas ou de seus líderes religiosos. Os ex-presidentes Ronald Reagan, George H. W. Bush e George W. Bush são importantes membros desta ala.
- Conservadores fiscais - esta ala é composta por republicanos que defendem o direito a propriedade privada, o estado-mínimo, a redução ou o corte de impostos, privatizações e o fim de programas sociais. Também são contrários ao aborto, ao casamento gay, à legalização das drogas, ao fim da pena de morte e à eutanásia. São favoráveis ao porte legal de armas e são defensores dos princípios morais e familiares, no entanto a maior parte destes eleitores não tem perfil religioso, o que difere da direita cristã e os torna muito semelhantes aos conservadores sociais.

Os principais membros desta ala são o ex-congressista da Geórgia, Newt Gingrich, o ex-presidente do Congresso, John Boehner, o congressista do Wisconsin Paul Ryan, o ex-governador da Flórida, Jeb Bush, o ex-governador da Carolina do Sul, Mark Sanford e o governador de Indiana, Mitch Daniels, entre outros. Os eleitores dessa ala do partido podem ser encontrados em todas as regiões do país, e geralmente são grandes empresários, fazendeiros, jornalistas, advogados ou protestantes (não-praticantes), mórmons, católicos e judeus.
- Neoconservadores - são defensores da política intervencionista do governo norte-americano, com ações militares em vários países onde os interesses dos EUA estejam ameaçados. Eram defensores da Guerra do Iraque e muitos destes neoconservadores se originaram no Partido Democrata, sendo considerados liberais, mas que ao longo do tempo migraram para o Republicano. O ex-vice-presidente Dick Cheney e o ex-secretário de Defesa Donald Rumsfeld são os maiores expoentes dessa ala.
- Moderados - é composta por políticos e eleitores que não se preocupam tanto com questões religiosas, defendem o fim da pena de morte, o fim do porte legal de armas, legalização da maconha, as pesquisas em células-tronco e defendem alguns programas sociais. Se concentram nos estados da costa oeste como a Califórnia, Oregon e Washington e da costa leste como Nova York, Maine, Flórida, entre outros. É a maior ala, no entanto, desde o inicio da década de 1990 ela tem visto perder sua influência dentro do partido para os conservadores, seus maiores representantes são os ex-governadores do Massachusetts, Mitt Romney, William Weld, Paul Cellucci, o governador de Nova Jersey, Chris Christie,  ex-governador de Nova York, George Pataki, o ex-governador do Utah, Jon Huntsman, a ex-governadora do Connecticut, Mary Jodi Rell, o ex-governador de Rhode Island, Donald Carcieri, as senadoras pelo Maine, Olympia Snowe e Susan Collins. O ex-presidente Gerald Ford pertenceu a essa ala.
- Libertários - é o grupo daqueles que se opõem a gastos sociais do governo, são favoráveis à redução de impostos e às privatizações, ou seja são favoráveis à política do estado-mínimo e também são defensores das liberdades individuais, o que difere dos conservadores sociais e das direitas religiosas do partido. No entanto, seus pensamentos se assemelham muito aos dos conservadores fiscais. Seus maiores representantes são o congressista Ron Paul, do Texas, o senador Rand Paul do Kentucky, o ex-governador do Novo México, Gary E. Johnson, o senador do Arizona, Jeff Flake, o jornalista da Fox News, Tucker Carlson e o ex-prefeito de Carmel-by-the-sea e ator Clint Eastwood são personalidades desta ala do partido.
- Liberais - é uma antiga ala do partido, que sempre teve força nos estados do Nordeste americano, principalmente no estado de Nova York. Os republicanos dessa ala são chamados de liberais porque na década de 1930, apoiaram as políticas liberais do então presidente Franklin Roosevelt, do Partido Democrata, tomadas para recuperar a economia americana após a Queda de 1929, também apoiam a existência de um estado maior e muito participativo na economia, defendem a existência de programas sociais, o aumento de alguns impostos e são mais tolerantes às causas sociais, como casamento gay, aborto, controle de armas, toleram os imigrantes ilegais, opõem-se à pena de morte e os eleitores dessa ala não são religiosos. O ex-presidente Richard Nixon e o ex-vice-presidente Nelson Rockefeller pertenciam a esse grupo. Atualmente fazem parte dele o ex-prefeito de Nova York, Rudy Giuliani, o congressista de Iowa, Jim Leach, o congressista da Louisiana, Joseph Cao, o ex-secretário de estado, Colin Powell, o senador do Arizona, John McCain e o ex-governador da Califórnia e ator, Arnold Schwarzenegger. Essa ala já foi considerada a maior do partido, conseguiram liderar a agremiação na década de 1950 e na década de 1960, mas perderam força no final da década de 1970, após a renúncia de Nixon e da saída de Rockefeller da política.

### Tea Party
O Movimento Tea Party não chega a ser uma ala do partido Republicano, mas sim um movimento conservador fiscal, favorável a um governo limitado, antiaborto e pró-armas, que tem apoio entre eleitores e políticos republicanos, como a congressista Michele Bachmann, de Minnesota, o senador Jim DeMint, da Carolina do Sul, o senador Ted Cruz, do Texas, o senador Rand Paul, do Kentucky, entre outros. Ron Paul também é um importante integrante e intelectual do Movimento Tea Party.

### Trumpismo
Uma das principais vertentes políticas do Partido Republicano no começo do século XXI, o Trumpismo é a ideologia associada a Donald Trump, e sua base política, intimamente ligada aos movimentos "Make America Great Again" (MAGA) e "America First". Engloba aspectos do populismo de direita, nacionalismo, antiglobalismo, protecionismo, isolacionismo e tendências autoritárias, frequentemente desafiando normas democráticas e o Estado de direito. Descrito como um movimento de extrema direita e neonacionalista, o Trumpismo foi comparado a um culto à personalidade, com seus seguidores dominando o Partido Republicano e rotulando dissidentes como "RINOs" (Republicanos Apenas no Nome) ou parte do "establishment". A ideologia gerou debates sobre seus possíveis elementos neofascistas e inspirou movimentos de oposição, como o Never Trump.

## Perfil dos eleitores
Segundo estatísticas, os republicanos recebem mais apoio de homens do que mulheres. Enquanto a extratos socioeconômicos, a classe obreira e de baixo ingresso tende a ser democrata, já os republicanos recebem o apoio dos setores de classe alta, dos pequenos, médios e grandes empresários, dos setores vinculados à indústria e dos militares de carreira ou que tenham exercido serviço militar. Etnicamente, os republicanos recebem o apoio maioritário dos brancos, de origem europeia. Enquanto 60% dos brancos não hispânicos são republicanos, 80% dos negros, 50% dos latinos e 61% dos judeus são democratas. Em todos estes grupos, menos de 10% destes se identificam como republicanos. Desta porcentagem se excetua os cubano-estadunidenses que são o único grupo hispânico que vota majoritariamente republicano.
Religiosamente os protestantes brancos em 67% (em 2010) e os mórmons (73% em 2010) apoiam esmagadoramente o Partido Republicano, enquanto os protestantes negros, os católicos de todas as etnias e os muçulmanos são em sua maioria democratas. Apenas 27% dos ateus e agnósticos estadunidenses são republicanos frente a 64% democrata.

## Geografia política
Atualmente, os republicanos governam quase todos os estados conservadores e com população altamente religiosa, na denominada Bible Belt ou Cinturão da Bíblia e também possuem força em estados rurais, como, por exemplo, em Idaho e no Wyoming, mas também mostram força em estados menos conservadores, como Ohio e Pensilvânia e com economia forte, exemplo Texas e Flórida, enquanto os democratas possuem mais força nos estados da costa oeste (Califórnia), costa leste (Nova York) e na região dos grandes lagos, como Minnesota e Michigan.
Em muitos desses estados a população pode variar o voto, votando em um candidato republicano para o senado ou para o governo do estado e em um democrata para presidente, ou vice-versa, grandes exemplos disso são a Pensilvânia e Nova York, há muitas décadas um candidato presidencial republicano não ganha a eleição nesses estados, mas em compensação a população local tradicionalmente vota em candidatos republicanos para o senado e governo estadual.

## Resultados eleitorais

### Eleições presidenciais
| Data | Candidato            | CI. | Votos      | %            | +/-     | Colégio Eleitoral | +/- | Status     |
| ---- | -------------------- | --- | ---------- | ------------ | ------- | ----------------- | --- | ---------- |
| 1856 | John C. Frémont      | 2.º | 1 342 345  | 33,1 / 100,0 |         | 114 / 296         |     | Não Eleito |
| 1860 | Abraham Lincoln      | 1.º | 1 865 908  | 39,8 / 100,0 | 6,7     | 180 / 303         | 66  | Eleito     |
| 1864 | Abraham Lincoln      | 1.º | 2 218 388  | 55,0 / 100,0 | 15,2    | 212 / 233         | 32  |            |
| 1868 | Ulysses S. Grant     | 1.º | 3 013 650  | 52,7 / 100,0 | 2,3     | 214 / 294         | 2   |            |
| 1872 | Ulysses S. Grant     | 1.º | 3 598 235  | 55,6 / 100,0 | 2,9     | 286 / 352         | 72  |            |
| 1876 | Rutherford B. Hayes  | 2.º | 4 034 142  | 47,9 / 100,0 | 7,7     | 185 / 369         | 101 |            |
| 1880 | James A. Garfield    | 1.º | 4 446 158  | 48,3 / 100,0 | 0,4     | 214 / 369         | 29  |            |
| 1884 | James G. Blaine      | 2.º | 4 856 903  | 48,3 / 100,0 | Estável | 182 / 401         | 32  | Não Eleito |
| 1888 | Benjamin Harrison    | 2.º | 5 443 892  | 47,8 / 100,0 | 0,5     | 233 / 401         | 51  | Eleito     |
| 1892 | Benjamin Harrison    | 2.º | 5 190 819  | 43,0 / 100,0 | 4,8     | 145 / 444         | 88  | Não Eleito |
| 1896 | William McKinley     | 1.º | 7 111 607  | 51,0 / 100,0 | 8,0     | 271 / 447         | 126 | Eleito     |
| 1900 | William McKinley     | 1.º | 7 228 864  | 51,6 / 100,0 | 0,6     | 292 / 447         | 21  |            |
| 1904 | Theodore Roosevelt   | 1.º | 7 630 457  | 56,4 / 100,0 | 4,8     | 336 / 476         | 44  |            |
| 1908 | William Howard Taft  | 1.º | 7 678 335  | 51,6 / 100,0 | 4,8     | 321 / 483         | 15  |            |
| 1912 | William Howard Taft  | 3.º | 3 486 242  | 23,2 / 100,0 | 28,4    | 8 / 531           | 313 | Não Eleito |
| 1916 | Charles Evans Hughes | 2.º | 8 548 728  | 46,1 / 100,0 | 22,9    | 254 / 531         | 246 |            |
| 1920 | Warren G. Harding    | 1.º | 16 144 093 | 60,3 / 100,0 | 14,2    | 404 / 531         | 150 | Eleito     |
| 1924 | Calvin Coolidge      | 1.º | 15 723 789 | 54,0 / 100,0 | 6,3     | 382 / 531         | 21  |            |
| 1928 | Herbert Hoover       | 1.º | 21 427 123 | 58,2 / 100,0 | 4,2     | 444 / 531         | 62  |            |
| 1932 | Herbert Hoover       | 2.º | 15 761 254 | 39,7 / 100,0 | 18,5    | 59 / 531          | 385 | Não Eleito |
| 1936 | Alf Landon           | 2.º | 16 681 862 | 36,5 / 100,0 | 3,2     | 8 / 531           | 51  |            |
| 1940 | Wendell Willkie      | 2.º | 22 347 744 | 44,8 / 100,0 | 8,3     | 82 / 531          | 74  |            |
| 1944 | Thomas E. Dewey      | 2.º | 22 017 929 | 45,9 / 100,0 | 1,1     | 99 / 531          | 17  |            |
| 1948 | Thomas E. Dewey      | 2.º | 21 992 292 | 45,1 / 100,0 | 0,8     | 189 / 531         | 90  |            |
| 1952 | Dwight D. Eisenhower | 1.º | 34 075 529 | 55,2 / 100,0 | 10,1    | 442 / 531         | 253 | Eleito     |
| 1956 | Dwight D. Eisenhower | 1.º | 35 579 180 | 57,4 / 100,0 | 2,2     | 457 / 531         | 15  |            |
| 1960 | Richard Nixon        | 2.º | 34 108 157 | 49,6 / 100,0 | 7,8     | 219 / 537         | 238 | Não Eleito |
| 1964 | Barry Goldwater      | 2.º | 27 175 754 | 38,5 / 100,0 | 11,1    | 52 / 538          | 167 |            |
| 1968 | Richard Nixon        | 1.º | 31 783 783 | 43,4 / 100,0 | 4,9     | 301 / 538         | 249 | Eleito     |
| 1972 | Richard Nixon        | 1.º | 47 168 710 | 60,6 / 100,0 | 17,2    | 520 / 538         | 219 |            |
| 1976 | Gerald Ford          | 2.º | 39 148 634 | 48,0 / 100,0 | 12,6    | 240 / 538         | 280 | Não Eleito |
| 1980 | Ronald Reagan        | 1.º | 43 903 230 | 50,8 / 100,0 | 2,8     | 489 / 538         | 249 | Eleito     |
| 1984 | Ronald Reagan        | 1.º | 54 455 472 | 58,8 / 100,0 | 8,0     | 525 / 538         | 26  |            |
| 1988 | George H. W. Bush    | 1.º | 48 886 597 | 53,4 / 100,0 | 5,4     | 426 / 538         | 99  | Eleito     |
| 1992 | George H. W. Bush    | 2.º | 39 104 550 | 37,5 / 100,0 | 15,9    | 168 / 538         | 258 | Não Eleito |
| 1996 | Bob Dole             | 2.º | 39 197 469 | 40,7 / 100,0 | 3,2     | 159 / 538         | 9   |            |
| 2000 | George W. Bush       | 2.º | 50 456 002 | 47,9 / 100,0 | 7,2     | 271 / 538         | 112 | Eleito     |
| 2004 | George W. Bush       | 1º  | 62 040 610 | 50,7 / 100,0 | 2,8     | 286 / 538         | 15  |            |
| 2008 | John McCain          | 2.º | 59 948 323 | 45,7 / 100,0 | 5,0     | 173 / 538         | 113 | Não Eleito |
| 2012 | Mitt Romney          | 2.º | 60 933 504 | 47,2 / 100,0 | 1,5     | 206 / 538         | 33  |            |
| 2016 | Donald Trump         | 2.º | 62 984 825 | 46,1 / 100,0 | 1,1     | 304 / 538         | 98  | Eleito     |
| 2020 | Donald Trump         | 2.º | 74 223 030 | 46,9 / 100,0 | 0,8     | 232 / 538         | 72  | Não Eleito |
| 2024 | Donald Trump         | 1º  | 77 297 721 | 49,9 / 100,0 | 3       | 312 / 538         | 80  | Eleito     |

## Presidentes republicanos dos Estados Unidos
| Nome                 | Retrato                                       | Estado de origem | Período dos mandatos                          |
| -------------------- | --------------------------------------------- | ---------------- | --------------------------------------------- |
| Abraham Lincoln      |                                               | Kentucky         | 4 de março de 1861 – 15 de abril de 1865      |
| Ulysses S. Grant     |                                               | Ohio             | 4 de março de 1869 – 4 de março de 1877       |
| Rutherford B. Hayes  |                                               | Ohio             | 4 de março de 1877 – 4 de março de 1881       |
| James A. Garfield    |                                               | Ohio             | 4 de março de 1881 – 19 de setembro de 1881   |
| Chester A. Arthur    |                                               | Vermont          | 19 de setembro de 1881 – 4 de março de 1885   |
| Benjamin Harrison    |                                               | Ohio             | 4 de março de 1889 – 4 de março de 1893       |
| William McKinley     |                                               | Ohio             | 4 de março de 1897 – 14 de setembro de 1901   |
| Theodore Roosevelt   |                                               | Nova Iorque      | 14 de setembro de 1901 – 4 de março de 1909   |
| William Howard Taft  |                                               | Ohio             | 4 de março de 1909 – 4 de março de 1913       |
| Warren G. Harding    |                                               | Ohio             | 4 de março de 1921 – 2 de agosto de 1923      |
| Calvin Coolidge      |                                               | Vermont          | 2 de agosto de 1923 – 4 de março de 1929      |
| Herbert Hoover       |                                               | Iowa             | 4 de março de 1929 – 4 de março de 1933       |
| Dwight D. Eisenhower |                                               | Texas            | 20 de janeiro de 1953 – 20 de janeiro de 1961 |
| Richard Nixon        |                                               | Califórnia       | 20 de janeiro de 1969 – 9 de agosto de 1974   |
| Gerald Ford          |                                               | Nebraska         | 9 de agosto de 1974 – 20 de janeiro de 1977   |
| Ronald Reagan        |                                               | Illinois         | 20 de janeiro de 1981 – 20 de janeiro de 1989 |
| George H. W. Bush    |                                               | Massachusetts    | 20 de janeiro de 1989 – 20 de janeiro de 1993 |
| George W. Bush       |                                               | Connecticut      | 20 de janeiro de 2001 – 20 de janeiro de 2009 |
| Donald Trump         |                                               | Nova Iorque      | 20 de janeiro de 2017 – 20 de janeiro de 2021 |
| Donald Trump         | 20 de janeiro de 2025 – 20 de janeiro de 2029 | Nova Iorque      |                                               |